# Наср II (Караханід)
Наср II (д/н — 1129) — 10-й каган Західнокараханідського ханства у 1129 році. Зазагальною нумерацією відомий також як Наср III.

## Життєпис
Походив з алідської гілки династії Караханідів. Син кагана Мухаммада (Ахмада) II Арслан-хана. Ймовірно десь з середини 1120-х років активно допомагав батькові в управлінні державою.
1129 року хворий каган передав владу Насру II. Зневідомих причин проти нього повстало військо, яке повалило й стратило нового кагана. Влада знову перейшла до брата Ахмада.